# Charles Luizet
Pour les articles homonymes, voir Luizet.
Charles Luizet, alias François, Storck, Véganine, Sauvage, né le 10 novembre 1903 à Saint-Genis-Laval (Rhône) et décédé le 21 septembre 1947 à Paris, est un militaire français, résistant, préfet de la Corse libérée, puis préfet de police de Paris. Il est compagnon de la Libération.

## Biographie
Fils de Michel Luizet, astronome adjoint à l’Observatoire de Lyon, il est né le 10 novembre 1903 à Saint-Genis-Laval (Rhône). Après des études au lycée Ampère de Lyon, il entre à l’École spéciale militaire de Saint-Cyr en 1921, dans la promotion du Souvenir ; il y côtoie le futur général Leclerc, et a pour professeur d’histoire le capitaine De Gaulle.

## Militaire
En 1923, jeune sous-lieutenant, il est affecté en Algérie dans un régiment de tirailleurs, puis au Maroc. Il participe à la pacification du territoire au cours de la guerre du Rif, durant laquelle il est blessé par balle en 1925, puis de nouveau en 1926. Cité à l’ordre de l’Armée, il est fait chevalier de la Légion d’honneur en 1927, une semaine avant son mariage avec Anne-Marie Jeunet le 9 novembre.
Il poursuit sa carrière comme officier des Affaires indigènes, commandant d’un goum. Capitaine en 1934, il est détaché au Contrôle civil du Maroc, puis nommé Attaché militaire à Tanger en 1936.
Il jouit alors d’un poste d’observateur privilégié de la guerre d’Espagne et envoie plusieurs rapports sur les tactiques employées par les Italiens et les Allemands. L’un de ceux-ci, qui décrit l’efficacité du binôme « char-avion (stuka) » employé par les Allemands, retient l’attention de l’état-major de l’Armée et, notamment, du colonel Salan qui écrira : « Ce rapport Luizet était prémonitoire ; que ne lui a-t-on prêté davantage attention ! ».
Charles Luizet devient, en juin 1940, l’administrateur français de la zone internationale de Tanger.

## Résistant
À Tanger, il entend l’appel du 18 Juin, lancé par le général De Gaulle, et se met immédiatement à son service, par un câble envoyé à 23 heures le jour même. De Gaulle lui répond le 1er juillet de rester à son poste « où vous êtes très utile ». Il entreprend alors la mise en place d’un réseau de renseignement, et agit concrètement pour aider Londres. Il sera d’ailleurs longtemps le seul point d’ancrage de la France libre en Afrique du Nord, malgré les tentatives d’implantation du BCRA.
Mais son activité ne passe pas inaperçue, et les Services de renseignements de Vichy demandent son renvoi ; aussi, après en avoir référé à De Gaulle, accepte-t-il un poste à l’État-major de l’Armée à Vichy. De là, il continue à communiquer à Londres des renseignements, notamment sur les troupes allemandes et sur la Syrie, via Tanger où était restée sa famille.
Mais en août 1941, il fait savoir au BCRA qu’il est « grillé », et qu’il souhaite gagner Londres. De Gaulle lui conseille alors de se faire affecter en Afrique du Nord, à un poste administratif.

## Préfectorale

### Tiaret (Oran)
En décembre 1941, il est nommé sous-préfet de Tiaret et continue son action de résistance à Vichy, en reformant des réseaux et en préparant l’intervention alliée (opération Torch). Le 8 novembre 1942, avec l’aide du commandant Georges Bertrand, chef de bataillon du 2e régiment de tirailleurs algériens en garnison à Tiaret, lui-même favorable aux Alliés, il entraîne la ville dans la dissidence. Son assurance et sa détermination figent les réactions pendant 24 heures, ce qui est suffisant pour la réussite de l’opération. Le lendemain, le général Robert Boissau, commandant la Division d'Oran, téléphone au commandant Bertrand : « Fusillez votre sous-préfet ! » Ordre évidemment non suivi d’effet : Luizet, avec la complicité de Langlois, un colon du sud, rejoindra Alger.
Ainsi, l’arrondissement de Tiaret passa à la dissidence. Cela a été le 8 novembre un fait unique en Afrique du Nord.

### Bône - Alger
En décembre 1942, Charles Luizet est nommé sous-préfet de Bône (Algérie), puis est à Alger, le 30 mai 1943, à l’arrivée de De Gaulle. Le « Comité français de libération nationale » (CFLN), constitué le 3 juin, nomme Charles Luizet secrétaire général pour la police et les Affaires Musulmanes. Le gouvernement d’Alger se met en place et prépare alors la reconquête de la métropole .

### Corse
Charles Luizet est nommé préfet de la libération de la Corse, où il arrive le 14 septembre 1943, avec les premières troupes, sur le croiseur Le Fantasque. Il organise, en plein combat (la Corse est encore occupée par les Allemands et les Italiens), au nom du CFLN, la remise en route de l’administration du premier département français métropolitain libéré. Il accueille De Gaulle le 8 octobre à Ajaccio, et l’accompagne dans sa tournée de l’île.
Il prend part à « l'offensive gaulliste » visant à reprendre l'ascendant sur le Parti communiste, devenu à la Libération le parti le plus influent de l'ile. 
En juin 1944, la Corse est remise en ordre ; Charles Luizet est nommé commissaire de la République et envoyé en mission à Londres.

### La libération de Paris
Nommé peu après préfet de police de Paris, il rejoint son poste, accompagné de Lazare Rachline, délégué pour la zone nord, Francis-Louis Closon, futur préfet du Nord. Partis d’Angleterre le 2 août, ils ne peuvent atterrir en métropole et sont transférés en Corse. Rachline sera parachuté dans l'Ain. Ce n’est qu’à la 3e tentative que Luizet et Closon seront déposés dans un maquis du Vaucluse. De là, ils gagneront Avignon, Lyon, puis Paris le 17 août.
Charles Luizet prend ses fonctions à la préfecture de police le 19 août, dès l’enlèvement de celle-ci par les policiers patriotes. Il prend contact avec Alexandre Parodi, représentant du Gouvernement provisoire, et rencontre le colonel Rol (Henri Rol-Tanguy), le chef des FFI. Ils dirigent l’insurrection jusqu’à l’arrivée du premier char du capitaine Raymond Dronne, le 24 août au soir. Et après la réception de ce dernier à l’Hôtel de ville, Charles Luizet le reçoit à la Préfecture de police à 23 h.
Le lendemain, Charles Luizet reçoit à déjeuner, vers 13 heures, le général Leclerc ; la capitulation allemande est signée ensuite, dans la salle de billard des appartements préfectoraux, par le général Leclerc et le général Von Choltitz. De Gaulle arrive à la gare Montparnasse en fin d’après-midi, et se rend au Ministère de la Guerre où « les deux piliers de l’État que sont, en l’attendant, le préfet Charles Luizet et le délégué général Alexandre Parodi, viennent faire le point avec lui » (Jean Lacouture). Ils organisent ensemble la journée du lendemain, et le général part pour la préfecture de Police où Luizet lui présente ses collaborateurs, pendant que la musique des gardiens de la paix joue la Marseillaise et la Marche lorraine. Puis, il repart pour l’Hôtel de ville où il arrive à 19 heures 15.
Le défilé de la Libération sur les Champs-Élysées du 26 août est surveillé par Charles Luizet que l’on voit, à l’Arc de triomphe, prendre les ordres du général. Le Te Deum à la cathédrale Notre-Dame de Paris est perturbé par des tireurs que Luizet considère être des miliciens.

### Préfecture de police
Les mois qui suivent la Libération de Paris sont éprouvants, car il convient de remettre en marche l’État. Les tensions sont vives entre les anciens de la France libre, les résistants, les FFI, et les considérations politiques ne sont pas absentes. L’épuration bat son plein, et il n’est pas facile d’arbitrer entre les différentes factions. Luizet se bat pour obtenir l’attribution de la Légion d’honneur à la Préfecture de police, ce qui est mal perçu par les militaires. Il est en première ligne pour appliquer les directives gouvernementales, notamment en matière de sécurité publique : c’est l’époque de Pierrot le fou et du célèbre gang des Tractions Avant, spécialisé dans les braquages. Sur la proposition de Marthe Richard, Charles Luizet décide la fermeture des maisons closes dans les 3 mois. C’est l’époque de l’épuration, avec les vengeances personnelles, les abus, les lettres anonymes, etc.
Pendant deux ans et demi, Charles Luizet tient les rênes de la Préfecture ; mais de Gaulle est parti en janvier 1946, ses protégés sont devenus des obstacles pour le nouveau gouvernement. Charles Luizet est écarté, en mars 1947, de la Préfecture dans le contexte de l’affaire Joanovici, même si, comme le dit le ministre de l’Intérieur Édouard Depreux, « sa probité n’est pas mise en doute ». Car des problèmes de santé l’affectent : il a été opéré en janvier d’une tumeur au cerveau, et il a beaucoup de mal en s’en remettre.

## AEF

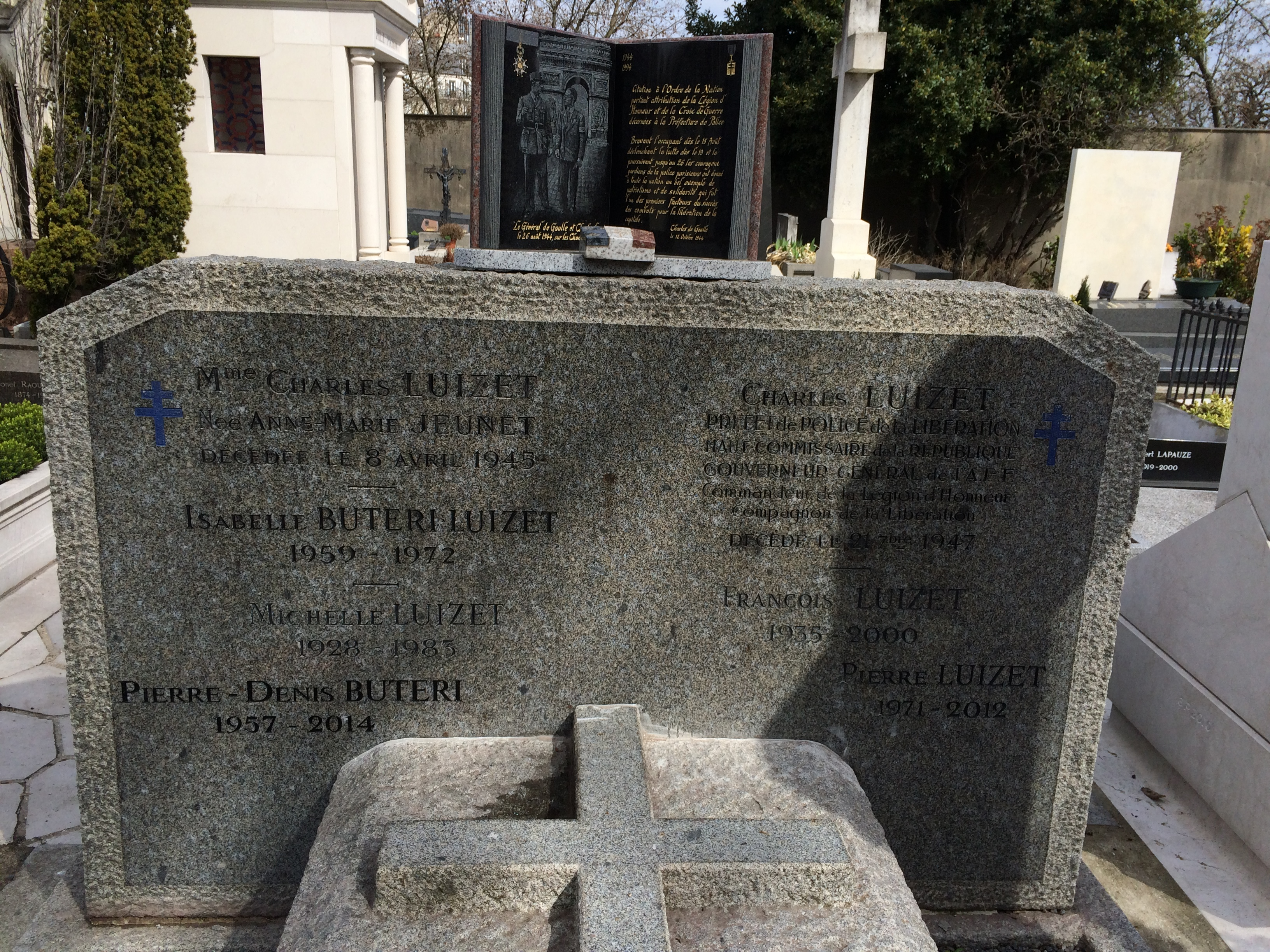
Sépulture de Charles Luizet au cimetière de Passy (div. 9) à Paris.

En mai 1947, il est nommé gouverneur général de l’AEF (Afrique-Équatoriale française) et part pour Brazzaville. Mais sa santé décline ; il est pris de malaise au cours d’une inspection au Tchad, et il est rapatrié à Paris où il meurt le 21 septembre 1947. Il est enterré au cimetière de Passy.

## Décorations
- Commandeur de la Légion d'honneur
- Compagnon de la Libération par décret du 17 juillet 1945
- Croix de guerre des Théâtres d'opérations extérieurs (3 citations)
- Médaille de la Résistance française (décret du 2 juin 1944)[4]

- Ordre de l'Empire britannique à titre civil (Commandeur)
- Commandeur du Ouissam alaouite
- Médaille de la Liberté (Medal of Freedom)[5]

## Hommages
Il existe une rue Charles-Luizet à Paris, ainsi qu'à Saint-Genis-Laval, sa ville natale. Une salle de la Préfecture de Police de Paris, portant le nom de Charles Luizet, a été inaugurée le 6 janvier 2017.

## Filmographie

### Cinéma
- 1966 : Paris brûle-t-il ? par Michel Etcheverry

## Sources
- Gabriel Esquer : 8 novembre 1942, jour premier de la libération (éditions Charlot – 1946)
- Adrien Dansette : Histoire de la Libération de Paris –Arthème Fayard 1946
- Francis-Louis Closon : Le Temps des passions (de Jean Moulin à la libération - 1943-1944) Famot
- Michel Robert-Garouel : Le Monde des 8/9 novembre 1964, « Le débarquement allié du 8 Novembre 1942. Les folles journées de l'opération Torch »
- Jean Lacouture : de Gaulle (Seuil 1984) – 3 tomes
- Charles Luizet, sur le site de l'ordre de la Libération